# 1840 en France
Chronologie de la France
- 1836
- 1837
- 1838
- 1839
- 1840
- 1841
- 1842
- 1843
- 1844

Cette page concerne l'année 1840 du calendrier grégorien.

## Événements

### Janvier
- 1er janvier : instauration définitive du système métrique et abandon des unités de mesure de l'Ancien Régime (rétablies par Napoléon Ier le 12 février 1812 après une première abolition le 1er août 1793), en application de la loi du 4 juillet 1837[1].
- 15 janvier : le général Bugeaud pose la question de la politique française en Algérie devant la Chambre ; l'alternative est selon lui l'évacuation immédiate ou l'occupation totale[2].
- 31 janvier : Auguste Blanqui est condamné à mort par la Cour des pairs. Condamnation commuée en emprisonnement à perpétuité en raison du précédent de Barbès[3].

### Février

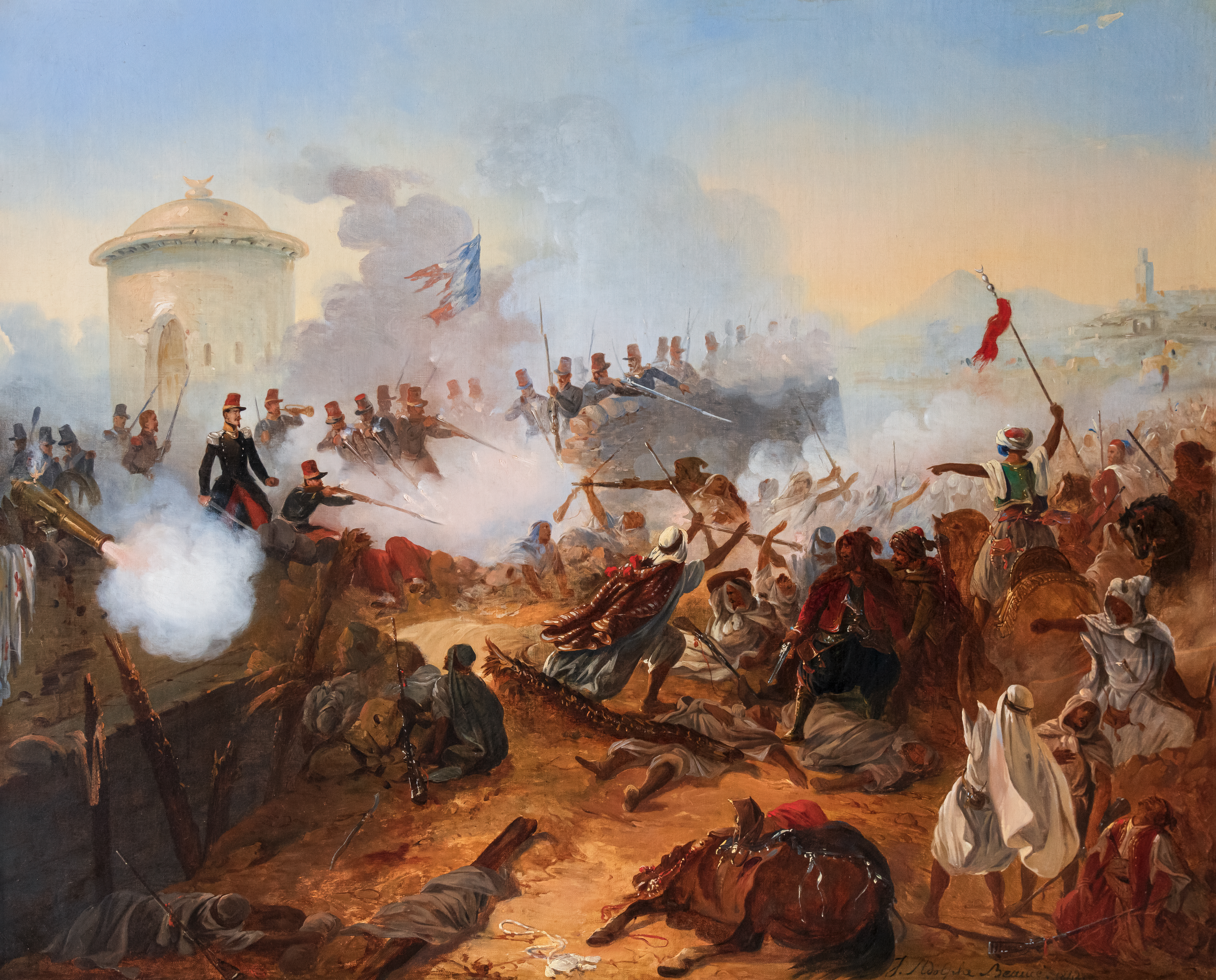
Défense héroïque du capitaine Lelièvre à Mazagran, Jean-Adolphe Beaucé.

- 2 - 6 février : victoire française en Algérie contre les troupes d'Abd el-Kader à la bataille de Mazagran[4],[5].
- 20 février : démission du ministère Soult, mis en minorité sur un projet de dotation pour le duc de Nemours à l’occasion de son prochain mariage[6].
- 27 février : François Guizot prend ses fonctions d'ambassadeur du roi Louis-Philippe auprès de la reine Victoria à Londres[7].

### Mars

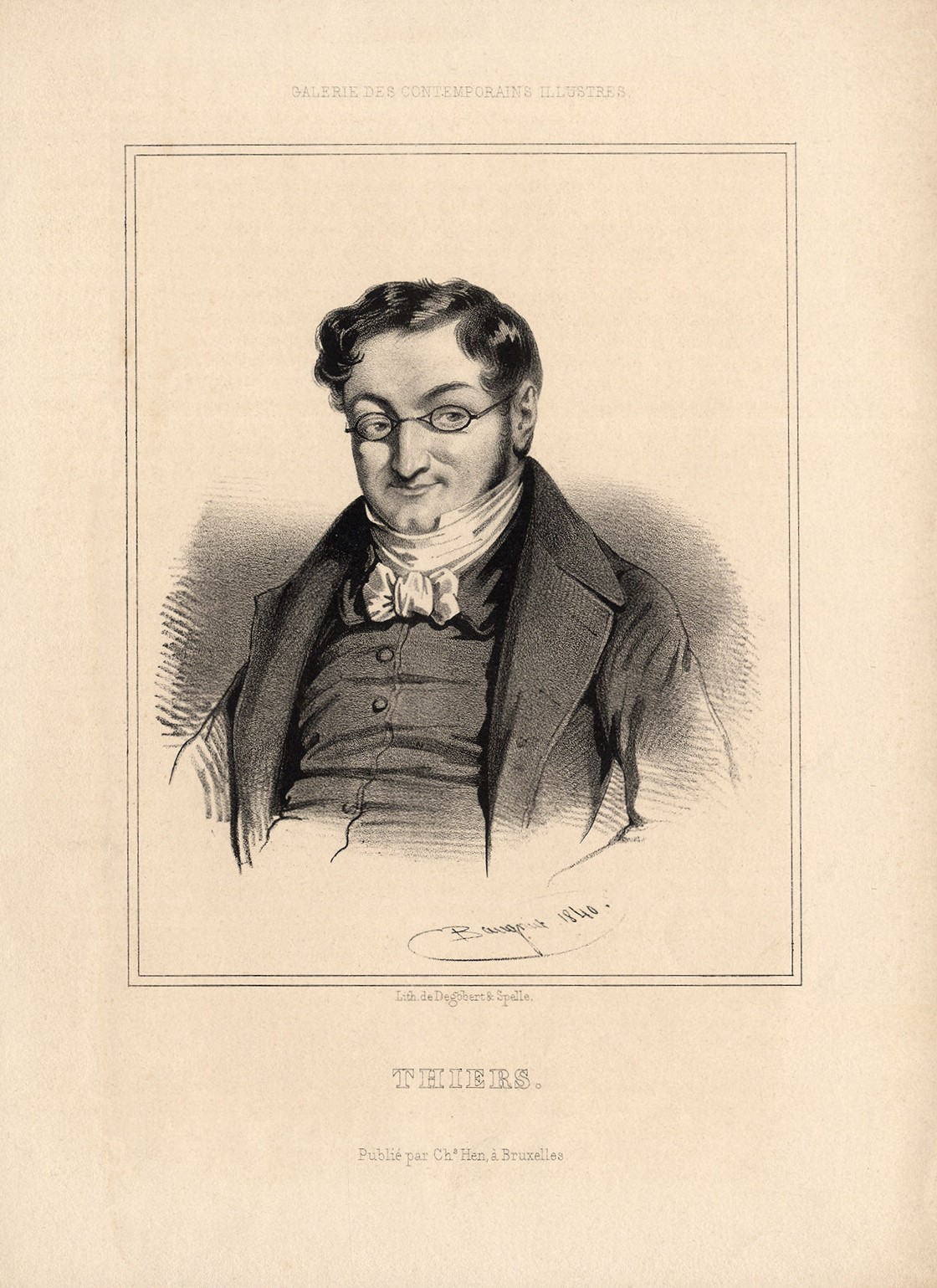
Adolphe Thiers en 1840, par Charles Baugniet.

- 1er mars- 30 octobre : second ministère Thiers, ministère de centre gauche, présidé par Adolphe Thiers[6]. Rémusat est ministre de l'Intérieur[8].
- 3 mars : loi sur l'organisation et l'extension de la compétence des tribunaux de commerce[9].
- 15 mars : prise de Cherchell par l’armée française[10].
- 14 mars : première du Vautrin de Balzac au théâtre de la Porte-Saint-Martin ; la pièce est interdite immédiatement[11].
- 22 mars : sur proposition de Victor Cousin, Louis-Philippe ordonne à l'Académie des sciences morales et politiques de dresser un tableau général de l'état et des progrès des sciences morales et politiques de 1789 à 1830. Tocqueville est chargé du rapport sur les progrès de la science morale. Au printemps 1843, il recrute le jeune Arthur de Gobineau, qu'il charge de faire le point sur la philosophie allemande. Les deux hommes échangent en 1843-1844 une abondante correspondance philosophique autour de cette question. Ils sont en désaccord : Gobineau pense que le christianisme n'a rien apporté de nouveau par rapport aux morales antiques, Tocqueville estime au contraire qu'il instaure des valeurs universelles, dont sont issues les valeurs universelles de 1789[12].

### Avril

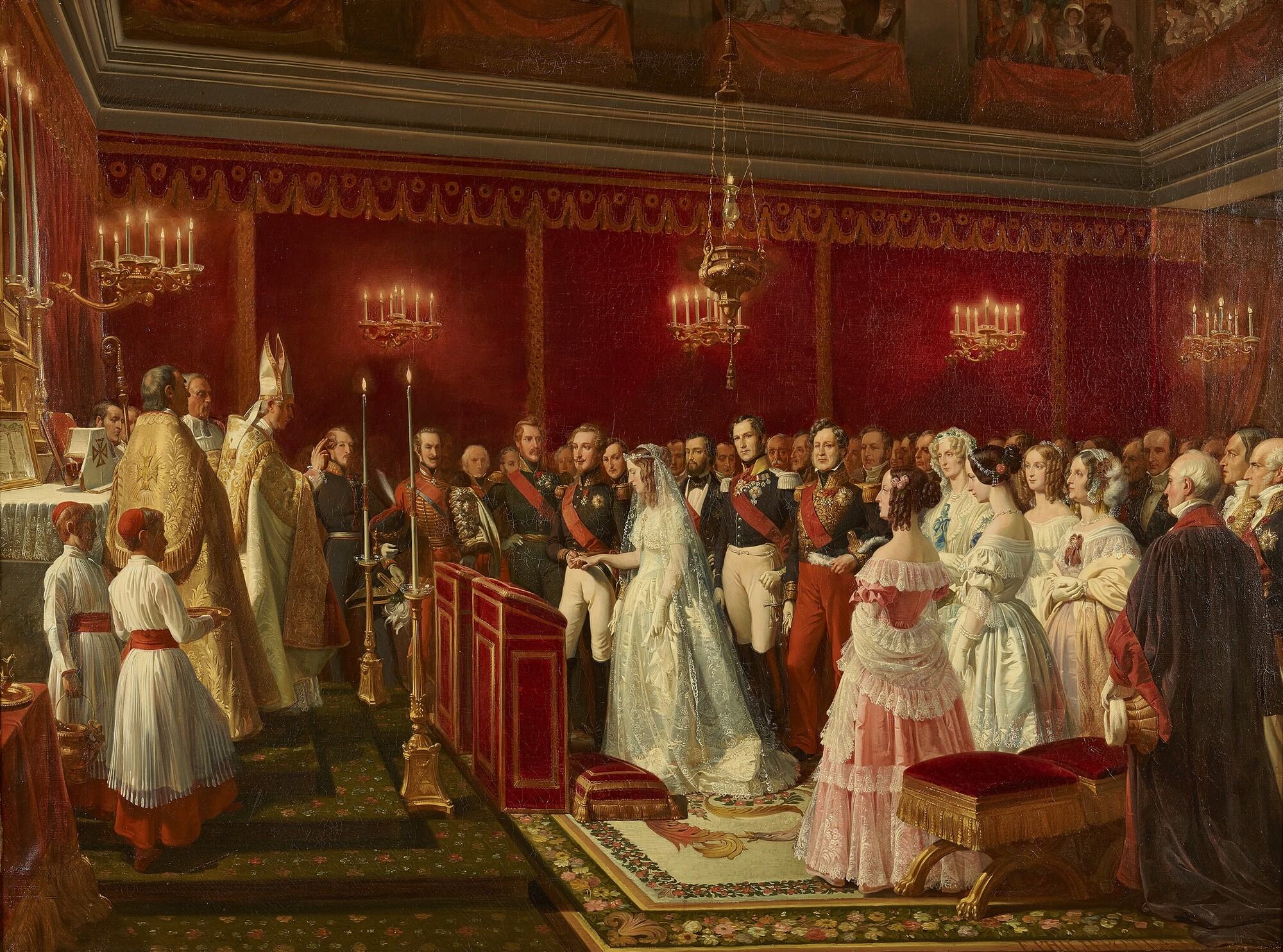
Mariage du duc de Nemours à Saint-Cloud.

- 27 avril : le mariage du duc de Nemours et de la princesse Victoire de Saxe-Cobourg-Kohary est célébré au château de Saint-Cloud[13].

### Mai
- 9 mai : un projet de loi sur la réforme des prisons et la suppression des bagnes est présenté à la Chambre. Une commission est formée le 15 mai ; son rapporteur, Alexis de Tocqueville dépose le 20 juin ses conclusions, préconisant l'emprisonnement cellulaire au détriment de la déportation. La chute du gouvernement Thiers interrompt la procédure qui ne reprend qu'en avril 1843, après un second rapport de Tocqueville déposé le 5 juillet 1843, mais la réforme, non discutée à la Chambre des pairs, n'est pas adoptée[14].
- 12 mai :
  - Adolphe Thiers obtient un large crédit afin que le prince de Joinville puisse ramener de Sainte-Hélène les cendres de l'empereur Napoléon Ier[15].
  - la prise du col de Mouzaïa permet à l'armée française de franchir le Petit Atlas pour rejoindre Médéah[4].
- 16 mai : inauguration de la nouvelle salle de l'Opéra-Comique, place Boieldieu[16].
- 17 mai : les troupes françaises occupent Médéa [17].

### Juin
- 6 juin : 
  - prise de Miliana en Algérie[10].
  - loi apportant diverses modifications au régime de la pêche fluviale[18].
- 10 juin : une loi ordonne l'érection aux Invalides du tombeau de Napoléon Ier[19].
- 14 juin : revue houleuse de la garde nationale par le roi au Carrousel. Aux cris de « Vive le roi ! » se mêlent ceux de « Vive la Réforme ! »[20].

### Juillet
- 3 juillet : loi sur les sucres[19].
- 15 juillet :
  - traité de Londres tenant la France à l’écart sur la question de l'Empire ottoman et de Méhémet Ali[21].
  - loi qui modifie quelques-unes des lois précédentes sur les chemins de fer. Elle accorde un prêt de 12,6 millions à la compagnie de chemin de fer de Strasbourg à Bâle et une garantie d’intérêt minimal de 4 % aux actionnaires du chemin de fer Paris-Orléans.
- 16 juillet : loi relative à l’établissement de plusieurs lignes de paquebots à vapeur entre la France et l’Amérique.
- 21 juillet : un accord entre la France et le Royaume-Uni qui retire la concession exclusive d’exploitation des soufres de Sicile qui avait été accordée à la compagnie marseillaise Taix et Aycard règle la question des soufres, crise politique entre l'Empire britannique et le royaume des Deux-Siciles[22].
- 25 juillet : la nouvelle de la signature du traité de Londres provoque stupeur et indignation en France[23]. Thiers, pour faire oublier l’humiliation subie dans l’affaire d’Égypte, revendique la rive gauche du Rhin. Début de la Crise du Rhin, crise diplomatique entre la France et la confédération germanique.

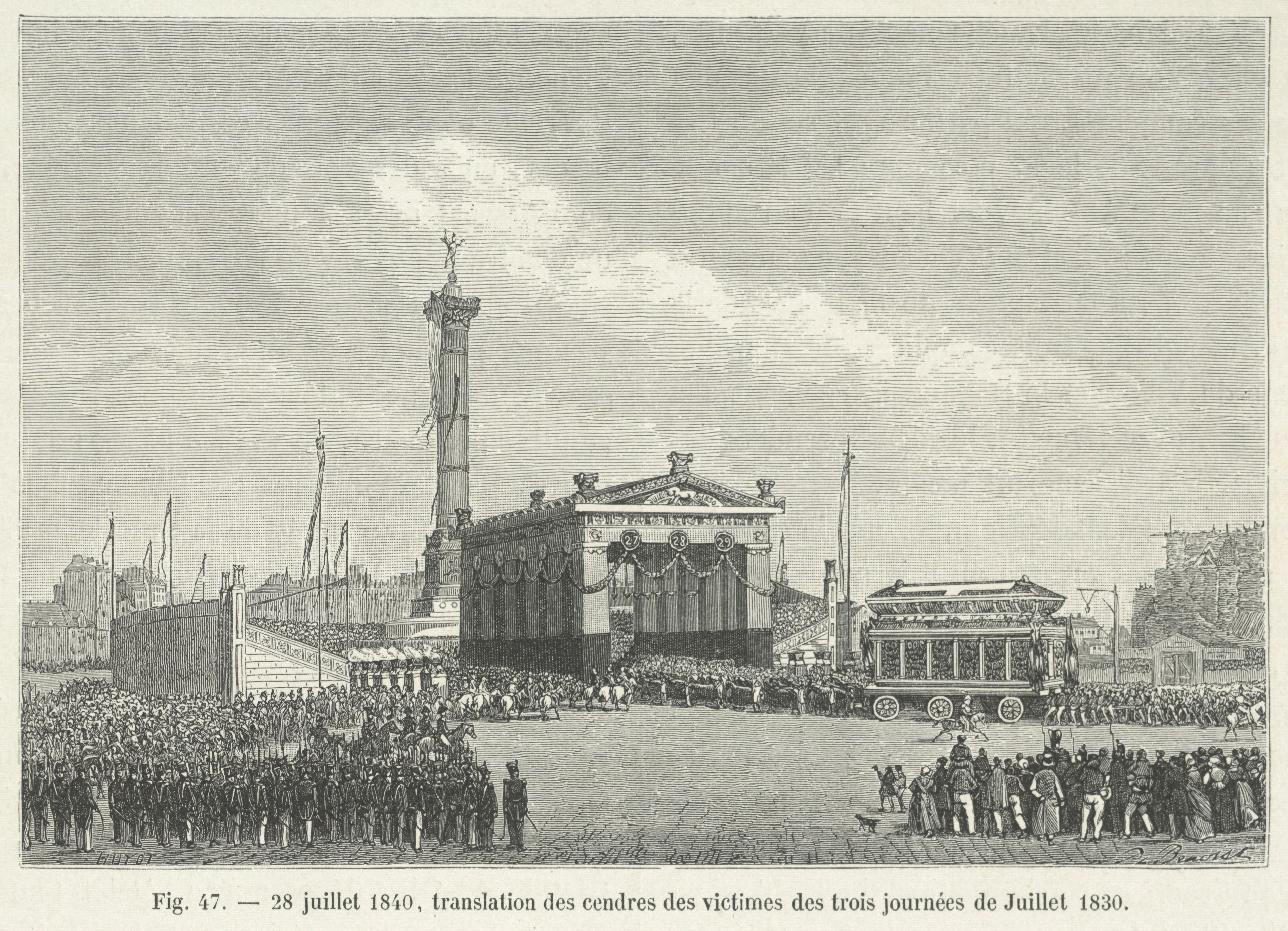
28 juillet : translation des cendres des victimes des trois journées de Juillet 1830 place de la Bastille.

- 28 juillet : inauguration place de la Bastille de la colonne de Juillet, monument à la mémoire des combattants de juillet 1830[24].
- 29 juillet : en réaction à l’attitude des puissances dans l’affaire d’Orient Thiers décrète la mobilisation partielle[25].

### Août

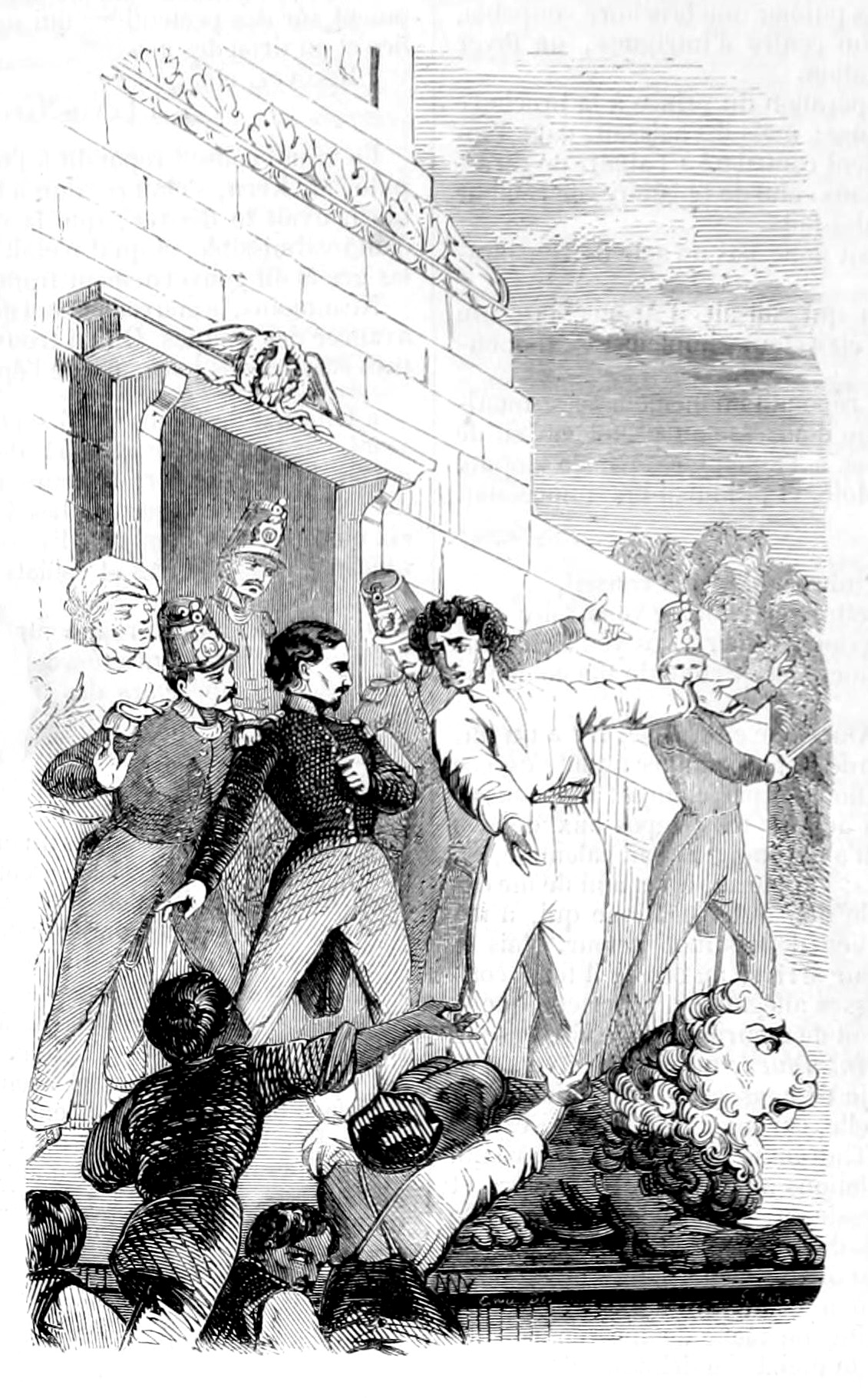
6 août : tentative de Boulogne.

- 6 août : débarquement de Louis-Napoléon Bonaparte et de ses compagnons près de Boulogne-sur-Mer. L’expédition est un échec complet. Louis-Napoléon, Persigny et 45 de leurs comparses sont arrêtés[26].
- 19 août : on inaugure le chemin de fer Nîmes-Alès[27].

### Septembre
- 3- 19 septembre : procès de Marie Lafarge à Tulle ; elle est condamnée aux travaux forcés à perpétuité[28].
- 4 septembre : émeute à Paris dans le quartier des Quinze-Vingts. Un magasin d'armes est pillé par des ouvriers au chômage, deux sergents de ville sont tués[29]. George Sand : « Nous avons eu ici de grands étalages de troupes. On a fioné le gendarme et cuissé le garde national. Tout Paris était en émoi, comme s'il s'agissait d'une révolution. Il n'y a rien eu, sinon quelques passants assommés par les sergents de ville... »
- 7 septembre : les difficultés économiques suscitent des troubles à Paris, notamment une insurrection des ébénistes du Faubourg Saint-Antoine, fermement réprimée par le gouvernement[30].
- 10 septembre : ordonnance royale qui déclare l'utilité publique et l'urgence des travaux de construction de la ceinture de fortifications autour de Paris[19].
- 16 septembre : ouverture du procès de Louis-Napoléon Bonaparte et de ses complices devant la Chambre des pairs[31].

### Octobre
- 1er octobre : début de l'utilisation de cuisinières à gaz au cours de cuisine de la rue Duperré à Paris[32].
- 6 octobre : la Chambre des pairs condamne Louis-Napoléon Bonaparte à la prison à vie, Aladenize à la déportation, Persigny, Montholon, Parquin et Lombard à vingt ans de détention, par 152 voix contre 160 abstentions[31].
- 7 octobre : le prince Louis-Napoléon est interné au fort de Ham, rejoint les 11 et 16 octobre par le docteur Conneau et le général Montholon[33]. Persigny et le commandant Parquin sont incarcérés à la forteresse de Doullenss[34].
- 8 octobre : note française dans laquelle la France accepte le traité du 15 juillet à condition que l’Égypte soit garantie à Méhémet Ali et que l’acte de déchéance du 14 septembre ne soit pas mis à exécution[35].
- 15 octobre : attentat de Marius Darmès contre Louis-Philippe[36].

- 21 octobre :

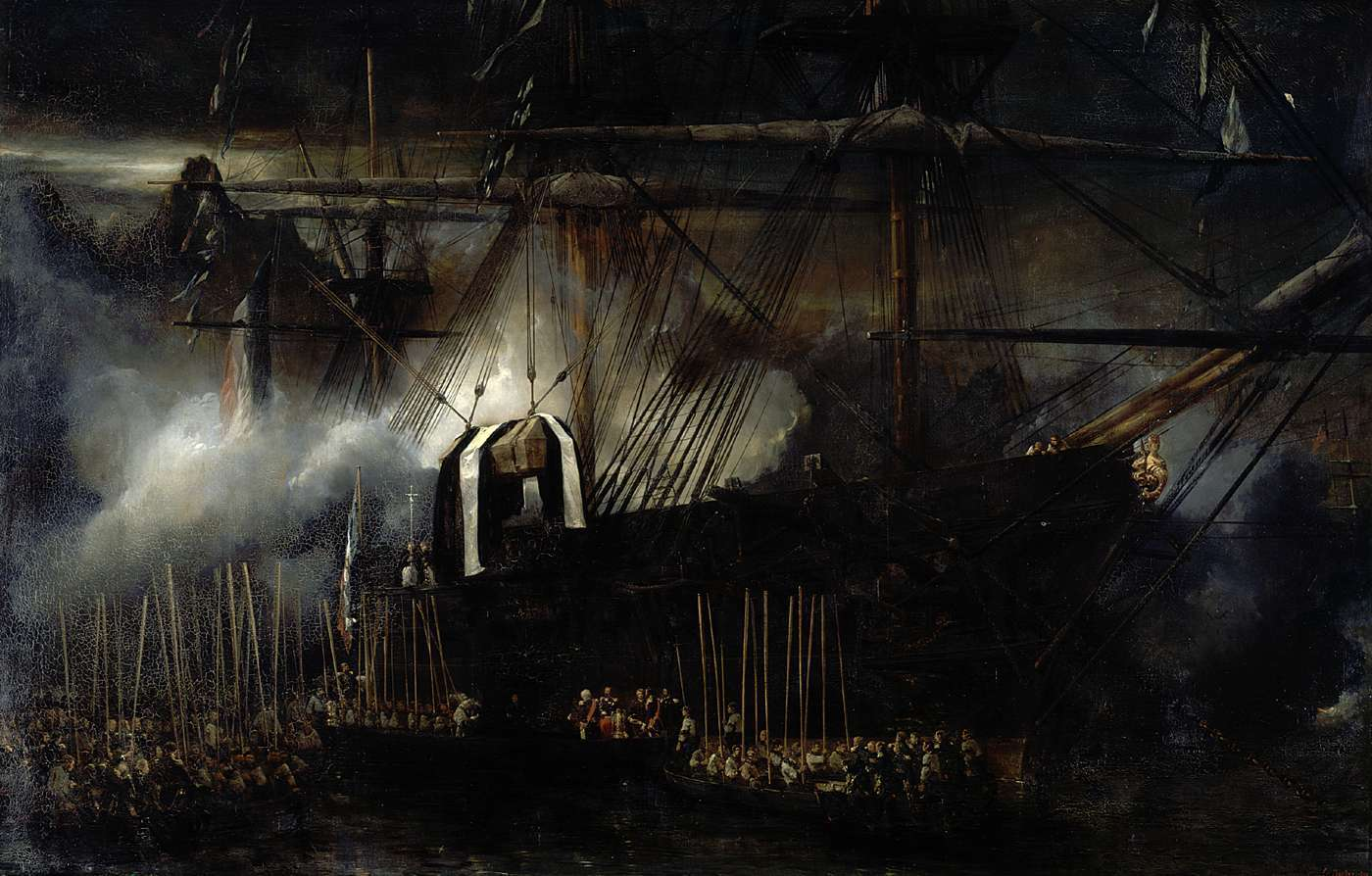
Le transfert des cendres de Napoléon à bord de la Belle Poule, le 15 octobre 1840, Eugène Isabey

  - démission de Thiers, en désaccord avec le roi à cause de sa diplomatie belliciste[6].
  - le général Sébastiani est élevé à la dignité de maréchal de France[37].
- 29 octobre : troisième ministère Soult, dominé en fait par François Guizot, ministre des Affaires Étrangères (fin en 1847)[6]. Il mène une politique conservatrice et favorable à la bourgeoisie d’affaire à qui profite le scrutin censitaire, le développement de la grande industrie, du crédit, du commerce et des moyens de communication, sans l’accompagner de mesures sociales propres à améliorer la situation du prolétariat urbain. Moins belliciste, Guizot poursuit une politique de rapprochement avec la Grande-Bretagne. La politique étrangère de Thiers en Égypte a, en effet, accru la menace d'un conflit franco-britannique.

### Novembre

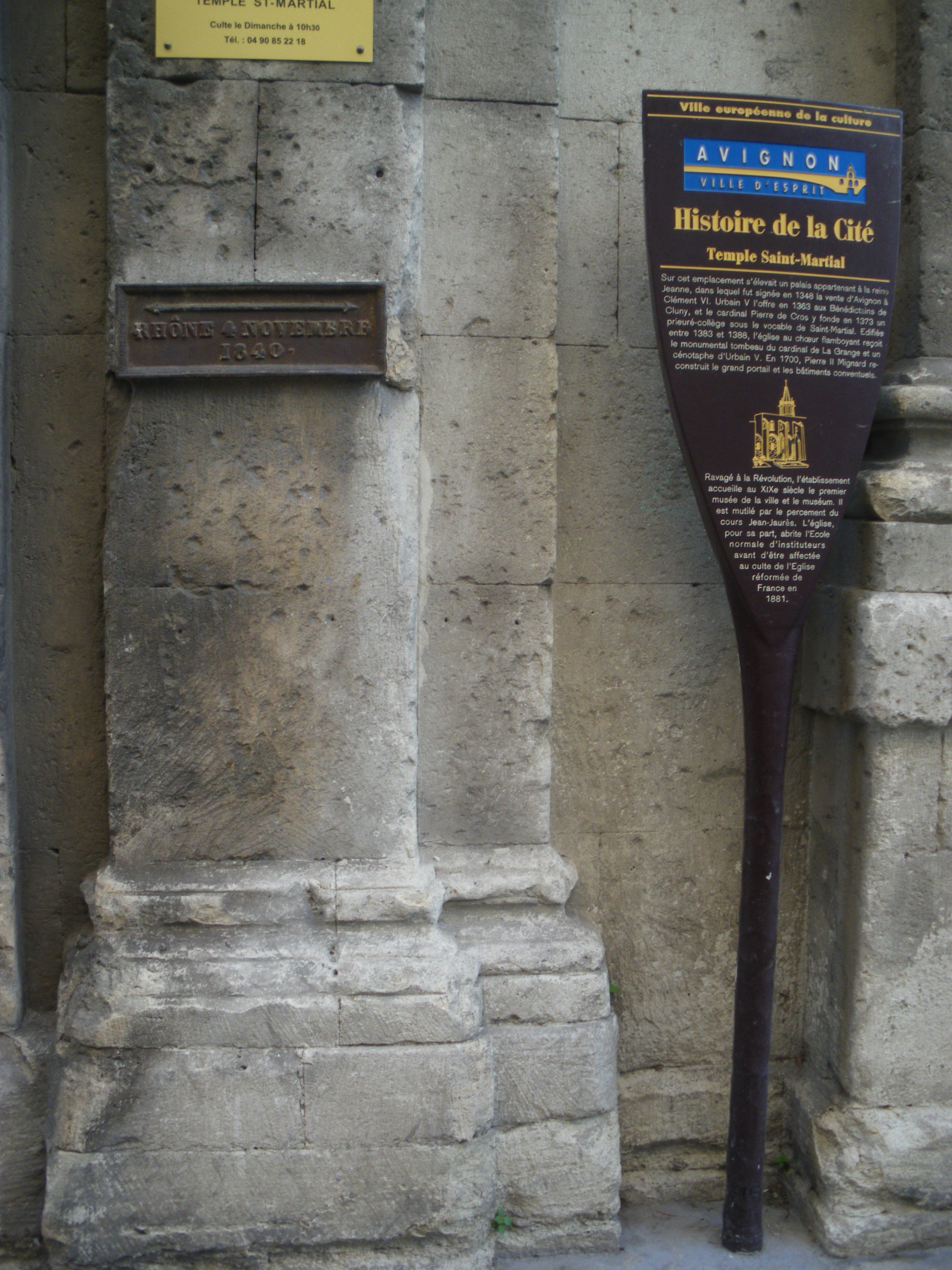
Niveau de l'inondation du Rhône à Avignon, le 4 novembre 1840, sur la façade du Temple Saint-Martial.

- 27 octobre-2 novembre : de fortes pluies (324 mm à Berzé-la-Ville en sept jours), jointe à la fonte des premières neiges, provoque une crue et des inondations catastrophiques sur les bassins de la Saône et du Rhône début novembre[38] ; le débit du Rhône est estimé à 13 000 m³/s à Beaucaire[39].
- 5 novembre : ouverture de la session parlementaire de 1841[40].
- 30 novembre : vers trois heures du matin, arrive à Cherbourg la Belle Poule qui transporte les cendres de Napoléon Ier qu'accompagne le prince de Joinville[15].
- 30 novembre : Alexis de Tocqueville prononce son second grand discours sur la Question d'Orient contre le nouveau ministère, qu'il accuse d'abaisser la France[41].

### Décembre

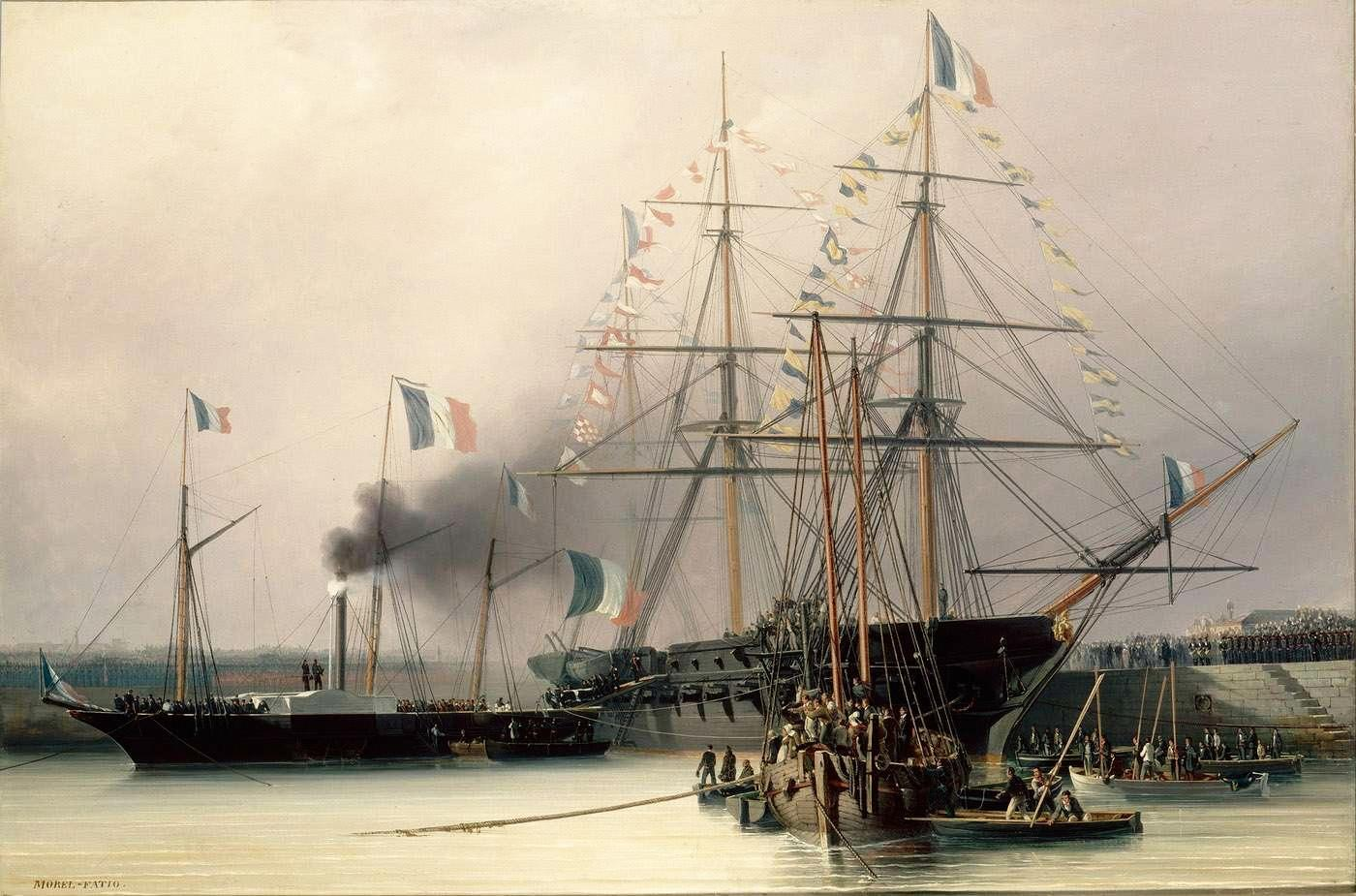
8 décembre : transbordement des cendres de Napoléon Ier de La Belle Poule sur le Normandie en rade de Cherbourg

- 8 décembre : le cercueil de Napoléon Ier est transbordé de la Belle Poule sur le bateau à vapeur, La Normandie qui part pour le Havre.
- 15 décembre : translation des cendres de Napoléon aux Invalides, en présence du roi et de la famille royale[34].
- 24 décembre : apparition de la coutume germanique de l'arbre de Noël, introduite par la princesse Hélène de Mecklembourg, épouse de Ferdinand-Philippe, duc d'Orléans, qui fait dresser un sapin gigantesque dans le jardin des Tuileries[42].
- 29 décembre : le général Bugeaud est nommé gouverneur général de l’Algérie[10].

## Naissances en 1840
- 2 avril : Émile Zola, écrivain français († 29 septembre 1902).
- 14 novembre : Claude Monet, peintre français.
- 18 décembre : Louis Lartet, paléoanthropologue.

## Décès en 1840
- 2 mai : Pierre-Jacques de Potier (1780-1840), général français